# A Question of Trust
A Question of Trust é um filme de britânico de 1920, do gênero aventura, dirigido por Maurice Elvey e estrelado por Madge Stuart, Harvey Braban e Teddy Arundell. Foi baseado no romance de Ethel M. Dell.

## Premissa
Um jovem lidera uma rebelião contra o governador corrupto que havia executado seu pai.

## Elenco
- Madge Stuart - Stephanie
- Harvey Braban - Pierre Dumaresque
- Teddy Arundell - Jouvain
- Charles Croker-King - Governador de Maritas
- Kitty Fielder - Anita